# ۸۹ (عدد)
۸۹(هشتاد و نه) یک عدد طبیعی است که بعد از ۸۸ و قبل از ۹۰ قرار دارد.